# Liste der Bodendenkmäler in Henfenfeld
Auf dieser Seite sind die Bodendenkmäler in der mittelfränkischen Gemeinde Henfenfeld zusammengestellt. Diese Tabelle ist eine Teilliste der Liste der Bodendenkmäler in Bayern. Grundlage ist die Bayerische Denkmalliste, die auf Basis des Bayerischen Denkmalschutzgesetzes vom 1. Oktober 1973 erstmals erstellt wurde und seither durch das Bayerische Landesamt für Denkmalpflege geführt wird. Die folgenden Angaben ersetzen nicht die rechtsverbindliche Auskunft der Denkmalschutzbehörde.
Mit dem Stand vom 23. Oktober 2018 sind 20 Bodendenkmäler von Happurg in der Bayerischen Denkmalliste eingetragen.

## Hinweise zu den Angaben in der Tabelle
- Spalte Name, Bezeichnung: Bezeichnung des denkmalgeschützten Objektes
- Spalte Ortsteil: Ortsteil, in dem sich das denkmalgeschützte Objekt befindet
- Spalte  Koordinaten: Geografischer Standort
- Spalte Denkmalnummer: Offizielle Denkmalnummer des Bayerischen Landesamts für Denkmalpflege
- Spalte Zeitstellung: Besondere Daten, so weit bekannt oder ableitbar, teilweise auch Datum der Ersterwähnung der Liegenschaft
- Spalte Denkmalumfang, Bemerkung: Nähere Erläuterungen über den Denkmalstatus, den Umfang der Liegenschaft und ihre Besonderheiten

Bis auf die Spalte Bild sind alle Spalten sortierbar.

## Liste der Bodendenkmäler
| Name, Bezeichnung | Ortsteil             | Koordinaten                        | Denkmalnummer | Zeitstellung | Denkmalumfang, Bemerkung                                                          | Bild           |
| --- | -------------------- | ---------------------------------- | ------------- | ------------ | --------------------------------------------------------------------------------- | -------------- |
| Siedlung vorgeschichtlicher Zeitstellung sowie Bestattungsplatz mit Körpergräbern der späten Bronzezeit                                                        | Henfenfeld           | 49° 30′ 7,93″ N, 11° 23′ 2,93″ O   | D-5-6434-0006 |              | Nördlich von Henfenfeld                                                           |                |
| Siedlung der Urnenfelderzeit | Henfenfeld           | 49° 30′ 2,99″ N, 11° 22′ 25,02″ O  | D-5-6434-0008 |              | Westlich von Henfenfeld                                                           |                |
| Freilandstation des Mesolithikums, Siedlung der frühen Bronzezeit, Siedlung und Gräber der Urnenfelderzeit                                                     | Henfenfeld           | 49° 30′ 13,26″ N, 11° 23′ 38,54″ O | D-5-6434-0010 |              | Nördlich von Henfenfeld                                                           |                |
| Siedlung der Hallstattzeit | Henfenfeld           | 49° 30′ 1,06″ N, 11° 24′ 18,57″ O  | D-5-6434-0014 |              | Östlich von Henfenfeld                                                            |                |
| Siedlung vorgeschichtlicher Zeitstellung | Henfenfeld           | 49° 29′ 57,72″ N, 11° 22′ 24,11″ O | D-5-6434-0015 |              | Westlich von Henfenfeld                                                           |                |
| Siedlung vorgeschichtlicher Zeitstellung | Henfenfeld           | 49° 30′ 18,86″ N, 11° 22′ 34,2″ O  | D-5-6434-0016 |              | Nördlich von Henfenfeld                                                           |                |
| Siedlung der Urnenfelderzeit | Henfenfeld           | 49° 29′ 58,97″ N, 11° 23′ 13,69″ O | D-5-6434-0203 |              | Im Bereich der Gartenstraße in Henfenfeld                                         |                |
| Flachgräber der späten Bronzezeit | Henfenfeld           | 49° 29′ 44,4″ N, 11° 22′ 59,4″ O   | D-5-6534-0051 |              | Am südwestlichen Ortsrand von Henfenfeld                                          |                |
| Freilandstation des Mesolithikums und Siedlung vorgeschichtlicher Zeitstellung                                                                                 | Henfenfeld           | 49° 29′ 53,72″ N, 11° 23′ 39,54″ O | D-5-6534-0052 |              | Am östlichen Ortsrand von Henfenfeld                                              |                |
| Siedlung vorgeschichtlicher Zeitstellung | Henfenfeld           | 49° 29′ 54,3″ N, 11° 22′ 36,49″ O  | D-5-6534-0058 |              | Am Frühlingsberg westlich von Henfenfeld                                          |                |
| Siedlung vorgeschichtlicher Zeitstellung | Henfenfeld/Hersbruck | 49° 29′ 44,03″ N, 11° 24′ 46,76″ O | D-5-6534-0063 |              | Östlich von Henfenfeld. Gemeindegrenze zu Hersbruck überschreitendes Bodendenkmal |                |
| Vorgeschichtliche Befunde im Bereich eines Vogelherdes des späten Mittelalters oder der frühen Neuzeit                                                         | Henfenfeld           | 49° 29′ 44,57″ N, 11° 23′ 59,7″ O  | D-5-6534-0141 |              | Östlich von Henfenfeld                                                            |                |
| Mittelalterliche Burg, neuzeitliches Schloss | Henfenfeld           | 49° 29′ 47,31″ N, 11° 23′ 30,97″ O | D-5-6534-0148 |              | Schloss Henfenfeld                                                                | weitere Bilder |
| Mittelalterliche Vorgängerbauten der evangelisch-lutherischen Pfarrkirche St. Nikolaus in Henfenfeld                                                           | Henfenfeld           | 49° 29′ 49,47″ N, 11° 23′ 25,56″ O | D-5-6534-0175 |              | Kirche St. Nikolaus                                                               | weitere Bilder |
| Siedlung der Bronzezeit | Henfenfeld           | 49° 29′ 47,39″ N, 11° 22′ 39″ O    | D-5-6534-0213 |              | Am Frühlingsberg westlich von Henfenfeld                                          |                |
| Siedlung vorgeschichtlicher Zeitstellung | Henfenfeld           | 49° 29′ 35,19″ N, 11° 23′ 5,22″ O  | D-5-6534-0214 |              |                                                                                   |                |
| Freilandstation des Mesolithikums, ferner Siedlung vorgeschichtlicher Zeitstellung, darunter der Schurkeramik sowie der späten Bronze- und der Urnenfelderzeit | Henfenfeld           | 49° 29′ 55″ N, 11° 22′ 58,3″ O     | D-5-6534-0217 |              |                                                                                   |                |
| Siedlung vorgeschichtlicher Zeitstellung, darunter des Neolithikums, der Urnenfelder- sowie der Hallstattzeit                                                  | Henfenfeld           | 49° 29′ 47,51″ N, 11° 23′ 6,22″ O  | D-5-6534-0220 |              |                                                                                   |                |
| Siedlung der Metallzeiten | Henfenfeld           | 49° 29′ 49,99″ N, 11° 24′ 5,47″ O  | D-5-6534-0218 |              |                                                                                   |                |
| Siedlung vorgeschichtlicher Zeitstellung, darunter der Bronze- sowie der Urnenfelderzeit                                                                       | Henfenfeld           | 49° 29′ 44,84″ N, 11° 23′ 7,08″ O  | D-5-6534-0219 |              |                                                                                   |                |